# Sân bay Pangkal Pinang
Sân bay Pangkal Pinang hay sân bay Depati Amir (IATA: PGK, ICAO: WIPK) là một sân bay của Pangkal Pinang, Bangka-Belitung, Indonesia.

## Các hãng hàng không và các điểm đến
- Adam Air (Jakarta)
- Batavia Air (Jakarta)
- Sriwijaya Air (Jakarta, Palembang)
- Lion Air (Jakarta)